# Rune Bergström
Karl Rune Valerius Bergström (Stoccolma, 5 settembre 1891 – Stoccolma, 7 maggio 1964) è stato un calciatore svedese, di ruolo attaccante.

## Carriera

### Nazionale
Con la sua Nazionale prese parte ai Giochi olimpici del 1920.

## Palmarès

### Club

#### Competizioni nazionali
- Svenska Mästerskapet: 2

AIK: 1916, 1923